# Банкс, Эдуард
Эдуард Банкс (28 февраля 1796, Гамбург — 17 декабря 1851, Вето) — политический деятель вольного города Гамбург, с 1837 по 1851 год занимавший должность его синдика. Происходил из семьи английских эмигрантов, осевших в Гамбурге в 1660-х годах.
В 1813—1815 годах, в конце периода Наполеоновских войн, служил в ганзейском ополчении, сражаясь против французских войск. Затем изучал юриспруденцию и политологию в университетах Гёттингена, Берлина и Йены, получив 16 сентября 1819 года докторскую степень. После завершения образования имел адвокатскую практику в Гамбурге; в 1821 году перешёл на гражданскую службу, став судебным чиновником в Рицебюттеле, гамбургском эксклаве в устье Эльбы. В 1826 году стал секретарём гамбургского Сената.
В 1837 году в знак признания его заслуг и опыта был избран одним из четырёх синдиков города. На этом посту он первоначально занимался вопросами торговли, почты и железных дорог; после крупного пожара 1842 года руководил строительством новых зданий и водопроводной и дренажной систем. В 1847 году, после смерти синдика Карла Сивелинга, начал заниматься иностранными делами вольного города: в том же году был направлен делегатом от Гамбурга на собрание Германского союза во Франкфурте-на-Майне, в 1848 году назначен послом собрания в Лондон, осенью того же года стал послом в Копенгагене, затем был послом Союза во Франкфурте и Берлине, в Эрфуртском парламенте и на Дрезденской конференции. По восстановлении союзного собрания снова стал его членом. Осенью 1851 года заболел и выехал на лечение в Швейцарию, где и скончался в декабре того же года.